# Ratchet & Clank: Going Mobile
Ratchet & Clank: Going Mobile è un videogioco a piattaforme con elementi sparatutto della serie Ratchet & Clank sviluppato da Handheld Games e pubblicato da Sony Pictures Mobile per la prima volta il 2 novembre 2005 in Nord America.

## Trama
Dopo l'attivazione accidentale della tecnologia del Bio convertitore di materia, Ratchet e Clank vengono trasportati all'interno di un videofumetto di Agente Segreto Clank. I protagonisti trovano presto un teletrasporto e dopo aver combattuto contro innumerevoli forze di sicurezza della Megacorp, tra cui robot polli, robot di sicurezza e carri armati arrivano alla stazione delle comunicazioni, dove le trasmissioni possono essere inviate dal mondo digitale e dal mondo analogico. Contattano Al per chiedere aiuto e lui gli spiega che un dispositivo chiamato MCGuFIN potrebbe trasportarli nel mondo analogico.
Inoltre afferma di possederne uno (precedentemente usato come fermaporta) ed in seguito lo collegherà alla sua copia del videofumetto di Agente Segreto Clank per poterli salvare. Tuttavia vi è un problema, il MCGuFIN è diviso in 6 parti, ognuna delle quali viene inserita in un diverso videofumetto. Dopo aver viaggiato tra i vari videofumetti e recuperato tutti i pezzi, Ratchet e Clank tornano da Al. L'amico li informa che hanno bisogno di un Infolink collocato nell'ufficio di Maximillian (nemesi dell'agente segreto Clank apparso nel filmato iniziale e quello finale del terzo capitolo della serie).
Dopo aver corrotto il suo buttafuori scoprono che Maximillian è già partito. A quanto pare ha usato lo stesso Infolink di cui hanno bisogno per fuggire attraverso il mondo reale, dove ha intenzione di scatenare il caos. Vanno ad affrontarlo e questi gli rivela che era tutta una messinscena per provare a prendere il loro MCGuFIN. Lui e il suo cannone di sicurezza che utilizza per attaccare vengono sconfitti, e subito dopo, attiva il MCGuFIN facendo scivolare l'appropriato Infolink e preparandosi a teletrasportare tutti in un luogo sconosciuto nel mondo analogico.
Ciò ha lasciato un'apertura per il sequel, che sarebbe stato chiamato Ratchet & Clank: Clone Home, tuttavia quest'ultimo è stato cancellato lasciando così la trama in sospeso.

## Modalità di gioco
Ratchet è in grado di sfruttare tutte le abilità viste nei precedenti giochi: raccogliere i bolt di titanio, potenziare le armi (fino al livello 3) e sfruttare quest'ultime per sconfiggere i nemici (ne sono presenti quattro tipologie diverse in tutta l'avventura) che si troveranno lungo i vari percorsi. Una differenza rispetto al resto della saga è l'assenza di una barra che mostra la quantità di energia rimanente per aggiornare un'arma, mentre rimangono visibili sullo schermo le icone delle munizioni restanti, del nanotech (ovvero i punti ferita) e i bolt raccolti. Il gioco è quasi completamente privo di suoni fatta eccezione per il menu principale. Inoltre è anche presente un'Arena dove il duo di personaggi può partecipare ad alcune sfide. Quest'ultime sono:
- Micro Alley
- Colosseo Cratescraper
- Lance-a-Palooza
- Explodo Zone
- Lance-a-Palooza 2
- Timed to Die
- Stazione di assassinio
- Missile Maelstrom
- Continuazione della stazione di assassinio
- Timed to Die Again
- Boar Blitz Battle

Ci sono 7 armi: Lanciere, Bomba gravitazionale, Mini razzo, Deframmentatore, Circuit Jammer (dato da Al) e il Boar-Zooka (ottenuto dopo il completamento dell'Arena) e il vecchio versatile OmniWrench.

## Seguito
Nel 2006 era stato pianificato un sequel, dal nome Ratchet & Clank: Clone Home, ma è stato annullato. La trama sarebbe stata simile a quella de L'altezza non conta dove i protagonisti si sarebbero minimizzati per combattere contro alcuni loro cloni. Fu anche affermato che Clone Home avrebbe offerto più armi di Going Mobile e fornito sei schermate del gioco per un totale di 15 livelli.

## Riconoscimenti
Vincitore del Miglior gioco d'azione ai Third Annual Mobile Entertainment Awards.